# کاسوتزو
کاسوتزو (به ایتالیایی: Casorzo) یک کومونه در ایتالیا است که در استان آسته واقع شده‌است.

## خصوصیات
کاسوتزو ۱۲٫۶ کیلومترمربع مساحت و ۶۷۲ نفر جمعیت دارد و ۲۷۵ متر بالاتر از سطح دریا واقع شده‌است.